# Гранична вредност функције
|       | {\displaystyle {\frac {\sin x}{x}}} |
| ----- | ----------------------------------- |
| 1     | 0,841471                            |
| 0,8   | 0,896695                            |
| 0,6   | 0,941071                            |
| 0,2   | 0,993347                            |
| 0,04  | 0,999733                            |
| 0,002 | 0,999999                            |

Иако функција (sin x)/x није дефинисана за x = 0, како вредност x тежи нули вредност функције постаје произвољно близу јединице мада је никада не достиже. Каже се да је 1 гранична вредност ове функције када x тежи нули.
Гранична вредност функције (лимес функције) је један од основних појмова математичке анализе који се тиче понашања функције у околини неке вредности независне променљиве. Помоћу граничне вредности функције дефинишу се појмови непрекидности, извода и одређеног интеграла. Поред тога значај граничне вредности се огледа у томе што је помоћу ње могуће анализирати понашање и вредност функције у околини неке тачке чак и када функција у самој тој тачки није дефинисана.
Неформално речено, функција има граничну вредност L у тачки p када је вредност функције „близу“ L кад год је вредност независне променљиве „близу“ p. Другим речима, када се функција примени на вредност довољно близу вредности p, резултат је произвољно близу вредности L. Уколико се вредности функције за тачке у околини p веома разликују (ако се не „стабилизују“ око неке одређене вредности) каже се да функција нема граничну вредност.
Иако је идеја о граничној вредности постојала још од античког времена, углавном у форми геометријске интуиције, прву модерну формулацију граничне вредности функције је дао Болцано у радовима из 1816. и 1817, али су они постали шире познати тек након његове смрти. Коши је први користио граничне вредности у доказима у својој књизи из 1821, међутим како је он дао само вербалну дефиницију лимеса, формална дефиниција, у „епсилон-делта“ форми, се обично приписује Вајерштрасу.

## Дефиниција
Нека је f функција реалне променљиве са вредностима у скупу реалних бројева и нека је тачка a из проширеног скупа реалних бројева (скуп реалних бројева који укључује негативну и позитивну бесконачност) тачка нагомилавања неког подскупа реалних бројева A, а b такође тачка из проширеног скупа реалних бројева. Тачка b је гранична вредност функције  у тачки a (тј. када аргумент функције тежи вредности a), што се означава као
{\displaystyle \lim _{x\to a}f(x)=b,}
ако за сваку околину V(b) тачке b постоји околина U(a) тачке a таква да се вредност функције за сваку тачку из U(a) налази у V(b).
Пошто функција не мора бити дефинисана у самој тачки a, а гранична вредност не зависи од вредности функције у тој тачки, изнета дефиниција се формално може изразити као
{\displaystyle \lim _{x\to a}f(x)=b\Longleftrightarrow {\big (}\forall V(b){\big )}{\big (}\exists U(a){\big )}\,f{\big (}{\overset {\circ }{U}}(a){\big )}\subset V(b),}
где је {\displaystyle {\overset {\circ }{U}}(a)} околина која не садржи саму тачку a.
Да би се дата дефиниција изразила на оперативнији начин (који се може директно користити у доказивању одређене граничне вредности) морају се одвојено посматрати случајеви када су a и/или b коначне, односно бесконачне вредности. Када су обе вредности коначне важи:
{\displaystyle \lim _{x\to a}f(x)=b\Longleftrightarrow (\forall \varepsilon >0)(\exists \delta >0)(\forall x\in A)(0<|x-a|<\delta \Rightarrow |f(x)-b|<\varepsilon ).}
Суштина изнете дефиниције је у следећем: ако је дата произвољна вредност ε, којом може да се изрази околина V(b) преко наведене неједнакости, да би b била гранична вредност функције када x тежи a, мора постојати једна одређена вредност δ којом се може изразити околина U(a) преко одговарајуће неједнакости. Оваква дефиниција граничне вредности се приписује Вајерштрасу и назива се „епсилон-делта“ дефиницијом (или дефиницијом „на језику околина“).
У случају када x тежи (позитивној или негативној) бесконачности, а гранична вредност је коначна важи
{\displaystyle \lim _{x\to +\infty }f(x)=b\Longleftrightarrow (\forall \varepsilon >0)(\exists s>0)(\forall x\in A)(x>s\Rightarrow |f(x)-b|<\varepsilon ),}
односно
{\displaystyle \lim _{x\to -\infty }f(x)=b\Longleftrightarrow (\forall \varepsilon >0)(\exists s<0)(\forall x\in A)(x<s\Rightarrow |f(x)-b|<\varepsilon ).}
У случају када је гранична вредност бесконачна за коначну вредност независне променљиве дефиниција гласи
{\displaystyle \lim _{x\to a}f(x)=+\infty \Longleftrightarrow (\forall s>0)(\exists \delta >0)(\forall x\in A)(0<|x-a|<\delta \Rightarrow f(x)>s),}
односно
{\displaystyle \lim _{x\to a}f(x)=-\infty \Longleftrightarrow (\forall s<0)(\exists \delta >0)(\forall x\in A)(0<|x-a|<\delta \Rightarrow f(x)<s).}
Нека је дата функција {\displaystyle \alpha :A\to \mathbb {R} } и ако је {\displaystyle \textstyle \lim _{x\to a}\alpha (x)=0.} Функција α се назива бесконачно малом када x тежи a.

### Леви и десни лимес
Често се дешава да функција има граничну вредност само са једне стране тачке нагомилавања a. Ако је дат скуп {\displaystyle \mathbb {R} _{a}^{+}\cap A=\{x\in A\mid x>a\}} и функција {\displaystyle f:A\to \mathbb {R} ,} гранична вредност (уколико постоји)
{\displaystyle \lim _{\mathbb {R} _{a}^{+}\cap A\ni x\to a}f(x)\;{\overset {\text{def}}{=}}\lim _{x\to a+0}f(x)\;{\overset {\text{def}}{=}}\lim _{x\to a^{+}}f(x)}
назива се десном граничном вредношћу функције  у тачки a. Ако је a = 0, записује се {\displaystyle \textstyle \lim _{x\to +0}f(x)} или {\displaystyle \textstyle \lim _{x\to 0^{+}}f(x).}
Аналогно, за скуп {\displaystyle \mathbb {R} _{a}^{-}\cap A=\{x\in A\mid x<a\},} дефинише се лева гранична вредност са аналогном ознаком
{\displaystyle \lim _{\mathbb {R} _{a}^{-}\cap A\ni x\to a}f(x)\;{\overset {\text{def}}{=}}\lim _{x\to a-0}f(x)\;{\overset {\text{def}}{=}}\lim _{x\to a^{-}}f(x).}
Лимес функције постоји ако и само ако су леви и десни лимес једнаки (под условом да је домен функције такав да има смисла говорити о једностраним лимесима).

### Дефиниција помоћу низова
Услов за егзистенцију граничне вредности функције може се дефинисати и преко граничне вредности низа. Тиме се добија алтернативна дефиниција граничне вредности функције која је еквивалентна претходној, „епсилон-делта“ дефиницији.
Гранична вредност реалне функције {\displaystyle f:A\to \mathbb {R} } у тачки a из проширеног скупа реалних бројева, једнака је вредности b такође из проширеног скупа реалних бројева ако и само ако за сваки низ (), такав да је
{\displaystyle x_{n}\in A\setminus \{a\}(n\in \mathbb {N} ),\quad \lim _{n\to \infty }x_{n}=a,}
важи
{\displaystyle \lim _{n\to \infty }f(x_{n})=b.}